# Kirche Kreuzerhöhung (Breitenlohe)

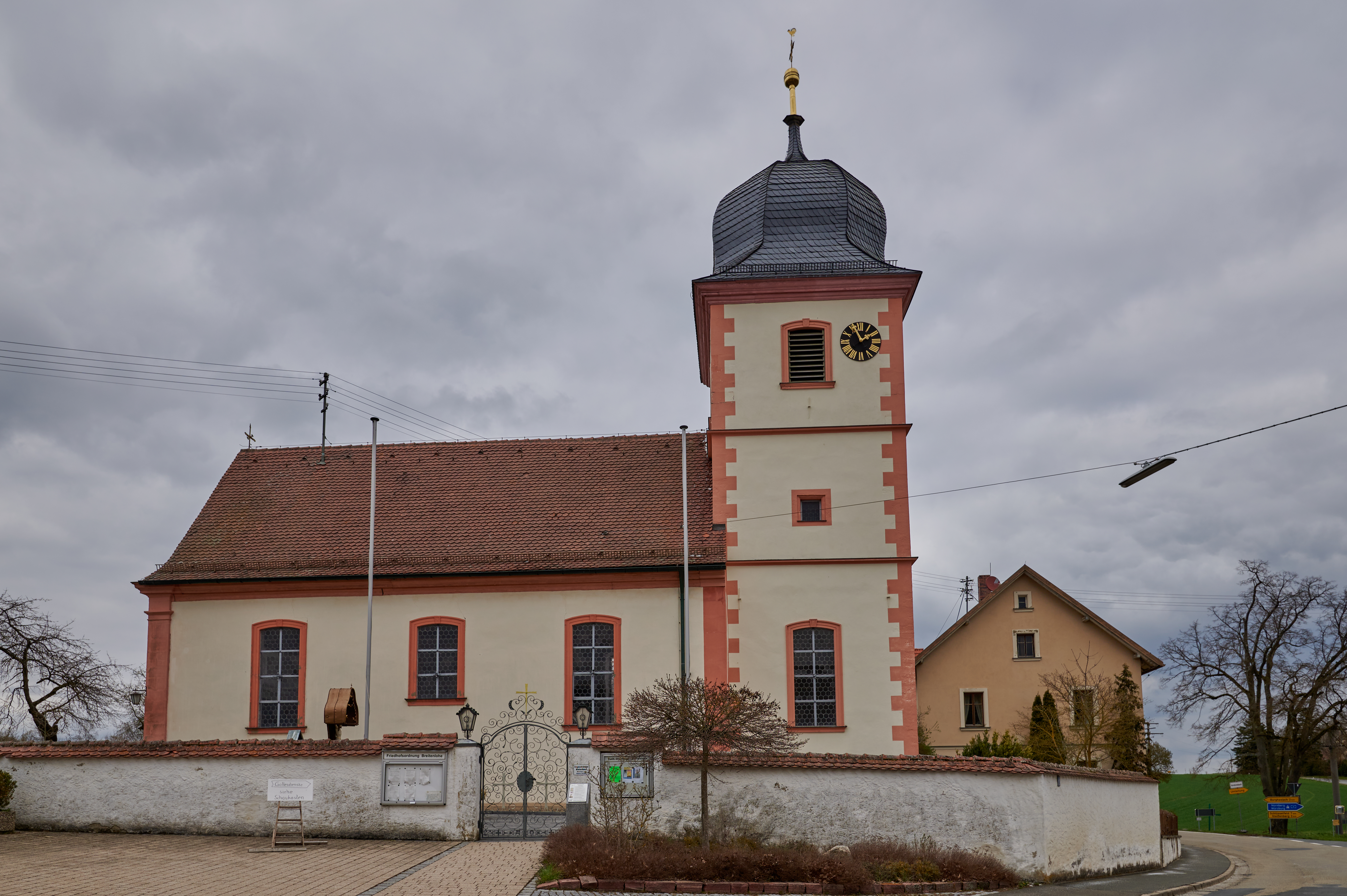
Kirche Kreuzerhöhung (Breitenlohe)

Die römisch-katholische Pfarrkirche Kreuzerhöhung ist ein denkmalgeschütztes Kirchengebäude, das im Gemeindeteil Breitenlohe des Marktes Burghaslach  im Landkreis Neustadt an der Aisch-Bad Windsheim (Mittelfranken, Bayern) steht. Das Bauwerk ist unter der Denkmalnummer D-5-75-116-23 als Baudenkmal in die Bayerische Denkmalliste eingetragen. Die Pfarrei gehört zum Seelsorgebereich Dreifrankenland im Dekanat Ansbach des Erzbistums Bamberg.

## Beschreibung
Der Chorturm der Saalkirche, der im Kern aus dem 15. Jahrhundert stammt, wurde 1595 erneuert. Sein oberstes Geschoss beherbergt die Turmuhr und den Glockenstuhl. Er wurde um 1770 mit einer Zwiebelhaube bedeckt. Der Chor, d. h. das Erdgeschoss des Chorturms, ist mit einem Kreuzgewölbe überspannt, während das Langhaus eine Flachdecke trägt.